# Zdzisław Mróz
Zdzisław Mróz (ur. 2 listopada 1905 w Łodzi, zm. ?) – oficer aparatu bezpieczeństwa i Milicji Obywatelskiej w stopniu podpułkownika, szef Wojewódzkiego Urzędu Bezpieczeństwa Publicznego w Bydgoszczy, Łodzi, zastępca dyrektora Centralnego Biura Paszportów KG MO.
W II RP był robotnikiem w łódzkich fabrykach. W 1928 wstąpił do KPP. Podczas okupacji był sekretarzem PPR rejonu Brzeziny-Łódź-Piotrków Trybunalski, kierownikiem politycznym garnizonu i oddziału GL i AL oraz brygady AL im. Józefa Bema. Od lutego 1945 był funkcjonariuszem WUBP w Łodzi. W 1948 roku pełnił funkcję szefa Wojewódzkiego Urzędu Bezpieczeństwa Publicznego w Bydgoszczy i w Łodzi do 1950 roku. Od 1950 roku funkcjonariusz Milicji Obywatelskiej. Służbę pełnił w Komendzie Głównej Milicji Obywatelskiej, na stanowisku szefa Cetralnego Biura Ewidencji Ludności i Dowodów Osobistych. Służbę zakończył w 1955 roku w stopniu podpułkownika.